# 塞古鲁港
塞古鲁港是巴西巴伊亚州的一个市镇。总面积2408.6平方公里，总人口122896人，人口密度51人/平方公里。